# Зелинський Андрій Борисович
Зелинський Андрій Борисович (народився 12 грудня 1972 року в Дніпрі (Дніпропетровськ), Української РСР, СРСР) — український художник, філософ.

### Біографія
Закінчив радіофизичний факультет Дніпровського національного університету імені Олеся Гончара
Ще студентом почав  працювати дизайнером.
У 1997 році, на запрошення роботодавця, переїхав до Києва, де продовжив займатися графічним дизайном, працюючи в різних агентствах, студіях та друкарнях, спочатку як дизайнер, а згодом як арт-директор. У сфері комерційної, соціальної та політичної реклами він також працював як співавтор та співпрацював з найбільшими компаніями країни: PremierSV-Ukraine, Bates Ukraine, Masoch Fund, Univest Print, Dialog Print. Проекти Suküre для таких брендів, як Coca-Cola, DHL, Monsanto, Avon тощо.
З 2000 року з'явився ще один інтерес - кіноіндустрія. Працював в першу чергу художником-постановником проектів (керівником художнього відділу). Співпрацював з провідними українськими продакшн-компаніями, серед яких Radioaktive Film, ESSE, FilcUA, Pronto production та найкращими професіоналами, зокрема режисерами Олесем Саніним, Володимиром Тихим, операторами Сергієм Михальчуком та Ярославом Пілунським.
Як художник-постановник брав участь у створенні фільму відомого австрійського режисера Ульріха Зайдля "Імпорт-експорт", який був включений до програми Канського кінофестивалю.

### Творчість
Андрій Зелинський - художник і дослідник культури. Своїм найбільшим досягненням на сьогоднішній день вважає персональну виставку "Попередні підсумки", яка відбулася у грудні 2020 року в Українському музеї сучасного мистецтва Корсаків (авторська екскурсія). Три роботи були придбані музеєм для постійної експозиції. Частина робіт знаходиться в приватних колекціях в України та за кордоном (США, Великої Британії, Іспанії, Польщі та інш.), а також у культурних установах України та Європи.
Як культуролог займається дослідженням культурних процесів розвитку поглядів на суспільство. Розробив власну концепцію, яка називається "Теорія єдиного культурного простору». Читає лекції на цю тему, а також лекції по історії культури та мистецтва у різних навчальних закладах та на публічних заходах, в онлайн-семінарах, а також брав участь у семінарах, семінарах-практикумах, конференціях та семінарах з питань мистецтва та культури.
Андрій Зелинський - ректор культурного закладу Університет (соціальний та мистецький проект, створений разом із відомим українським митцем Олегом Тістолом). Протягом багатьох років читає лекції студентам та співпрацює зі Школою візуальних комунікацій, керівником якої є Наталія Синєпупова.

### Революція Гідності
Революція Гідності застала Андрія Зелинського в Києві. До Майдану він долучився 1 грудня 2013 року. С самого початку сприймав реакції влади як черговий етап російської окупації. Намагався там проводити як можна більше часу, залишаючи Майдан тільки щоб перепочити та обробити матеріал власних спостережень та опитувань, які проводив час від часу.
Змістовна та емоційна частини цих дослідів відразу втілювалися у електронні «плакати» інформаційного, агітаційного та художнього змісту, які потім розповсюджувалися через особисту сторінку у Facebook.
Після Майдану ці зображення, яких налічувалося більше 300, були роздруковані на одному аркуші та перетворилися на мистецький витвір, який неодноразово експонувався.
Також, під час Майдану разом з Олегом Тістолом було зроблено кілька десятків щитів з зображеннями Януковіча та Путіна. Більша частина з них була втрачена під час сутичок, але два екземпляри збереглося. Вони теж перетворилися на художні експонати, та брали участь у культурних подіях в Україні та за кордоном

### Виставки та події
- "Свої", Харків, Єрмілов Центр, 2014[6]
- "Я крапля в океані", Кюнстхаус, Відень, Австрія, 2014.
- BIRUCHIY Contemporary Art Project 2014 (Міжнародний симпозіум сучасного мистецтва)
- "Батьківщина", Мистецький Арсенал, Київ, 2015 (учасник і куратор)
- “Ukraine: Short Stories. Contemporary Artist from Ukraine”, Luciano Benneton Collection Італія, 2015
- BIRUCHIY Contemporary Art Project 2015 (Міжнародний симпозіум сучасного мистецтва)
- Інститут проблем сучасного мистецтва "Невідомі", Київ, 2016 (учасник, лектор)[7]
- BIRUCHIY ART SCHOOL Клементовіце, Польща
- Персональна виставка "В ХЛАМ", Київ, 2019
- Персональна виставка "Попередні підсумки" Український музей сучасного мистецтва Корсаків, Луцьк, 2020[2].
- "Білоруський Майдан" галерея "Білий Світ", Київ (учасник та куратор), 2021[8][9].
- "Репетиція параду" (спільно з О. Тістол), Український музей сучасного мистецтва Корсаків, Луцьк, 2022.

Я будую порядок з хаосу
Андрій Зелинський

### Олег Тістол про Зелинського Андрія
"Зелинський - дуже специфічне явище в українському мистецтві. Тут взагалі краще відразу говорити про культуру вцілому. Бо Андрій  автор  "Теорії єдиного культурного простіру"... Образотворча складова його діяльності – це просто інструмент візуалізації досліджень з історії, культурології, соціології і багато чого включно з математикою і фізикою.
Я схильний відносити його мистецтво скоріше до традиційного автентичного українського фольклору. Відсутність "традиційної" художньої освіти та великий досвід роботи в галузі "політтехнологій", реклами, кіно і навіть КВН -  дали повну свободу вибору свого  "стилю" в кожному з його "проектів". 
Українці взагалі схильні намагатися з усього зробити "красу", тому майже завжди на виході це варіант національного бароко.
Десять років тому він почав  і зараз схоже закінчив один із свої проектів "Послєдній русскій художнік»". Мені здається, що йому вдалося закрити тему «велікой русской культури».
А зараз він  просто український художник.
- Олег Тістол, Український художник

### Протидія російській культурній експансії
Бачення такого соціально-політичного утворення, яке сьогодні має назву «російська федерація» остаточно сформувалось ще до подій Революції Гідності. Разом с цим стало зрозуміло що воно потребує системної протидії з боку цивілізованого світу.
Ця протидія як програма втілювалася та продовжує втілюватися й сьогодні у вигляді проектів «Університет» (спільно з Олегом Тістолом), «Теорія єдиного культурного поля» та «Послєднєє рускоє іскуство».

### Проект «Послєднєє рускоє іскуство»
До цього проекту належить велика кількість картин, об’єктів, електронних зображень, гіф-анімацій тощо.як в серіях ( »Історія государства Чєбурашка», «Рвєт на родіну?», «Wellcome to Barbarland» та ін. ), так й окремо. Також в лаштунках проекту відбувалися та відбуваються лекції, публічні виступи, відео для YouTube.
Усі ці наробки та промови пов’язані як з системними явищами, так й з окремими випадками у російському минулому та сучасності, а деякі містять історично-соціальні прогнози і в цілому складають ілюстративний матеріал для окремого розділу  «Теорії єдиного культурного поля», яка трактує російське суспільство як аномальне культурне явище.

### Проект «Теорія єдиного культурного поля»
Власний  проект  Андрія Зелинського, який є частиною спільного плану дій, розробленого влітку 2013 року разом з Олегом Тістолом. Цей план мав суто практичний характер проектування творчої та культурної роботи на наступне десятиріччя для обох художників та став відомий назагал як «Культурний заклад Університет».
«Теорія єдиного культурного поля» має дві мети:
1.  Фундаментальна ревізія гуманітарних наук з точки зору можливостей та потреб нової епохи.
2.  Пропозиції що до нового інструментарію методів його застосування для архівації історично досвіду, трансформації сучасних культурних практик та проектування майбутнього.
6 червня 2024 року у майстерні Олега Тістола (Київ, Україна) відбулась презентація результатів у вигляді доповіді Андрія Зелинського та картини «Формула Цивілізації. Університет». Нароблені матеріали було передано у Школу візуальних комунікацій для подальшого опрацьовування.
Проект «Теорія єдиного культурного поля»
Власний  проект  Андрія Зелинського, який є частиною спільного плану дій, розробленого влітку 2013 року разом з Олегом Тістолом. Цей план мав суто практичний характер проектування творчої та культурної роботи на наступне десятиріччя для обох художників та став відомий назагал як «Культурний заклад Університет».
«Теорія єдиного культурного поля» має дві мети:
1.  Фундаментальна ревізія гуманітарних наук з точки зору можливостей та потреб нової епохи.
2.  Пропозиції що до нового інструментарію методів його застосування для архівації історично досвіду, трансформації сучасних культурних практик та проектування майбутнього
6 червня 2024 року у майстерні Олега Тістола (Київ, Україна) відбулась презентація результатів у вигляді доповіді Андрія Зелинського та картини «Формула Цивілізації. Університет». Нароблені матеріали було передано у Школу візуальних комунікацій для подальшого опрацьовування.